# Телекомунікаційна мережа
Телекомунікаці́йна мере́жа — комплекс технічних засобів телекомунікацій та споруд, призначених для маршрутизації, комутації, передавання та/або приймання знаків, сигналів, письмового тексту, зображень і звуків або повідомлень будь-якого роду по радіо, дротових, оптичних чи інших електромагнітних системах між кінцевим обладнанням

## Класифікація телекомунікаційних мереж
можуть бути класифіковані за низкою визначальних ознак. Найбільш поширені такі види класифікації.
За географічним розташуванням:
- Локальна мережа (Local Area Network, LAN) — звичайно розташована в межах будинку.
- Глобальна мережа (Wide Area Network, WAN) — охоплює географічний регіон (країну або континент).
- Міська мережа (Metropolitain Area Network, MAN) — застосовується для об'єднання мереж в місті в одну велику мережу.
- Internet — індивідуальні комп'ютери під'єднані до інших мереж у світі через публічну мережу(мережу загального користування).
- Intranet — індивідуальні комп'ютери під'єднані до інших мереж через приватну мережу.
- Віртуальна приватна мережа (Virtual Private Network, VPN) — індивідуальні комп'ютери під'єднані до інших мереж через сегмент публічної мережі.

За структурою взаємозв'язків (топологією):
- Пункт-пункт (фізична або логічна).
- Кільце (фізичне або логічне).
- Шина (фізична).
- Широкомовна (логічна).
- Сітка (фізична або логічна).
- Комутована або з габами (фізична або логічна).

За режимом комунікації:
- «пункт-пункт» — кожна пара вузлів має взаємозв'язок; цей зв'язок не використовується іншими вузлами;
- комутований — у мережі «пункт-пункт» необхідна кількість зв'язків зменшена за допомогою комутаторів;
- багатопунктовий (широкомовний) — спільний комунікаційний канал використовується всіма вузлами мережі.

За швидкістю мережі:
- низькошвидкісна: швидкості від кбіт/с до Мбіт/с.
- високошвидкісна: швидкості від сотень Мбіт/с до Гбіт/с.

Приклади телекомунікаційних мереж:
- комп'ютерна мережа
- мережа інтернет
- приватна/відомча мережа — мережа зв'язку, що експлуатується юридичною або фізичною особою для задоволення власних потреб.
- Телефонна мережа
- Глобальна мережа Телекс
- Мережа авіаційної ACARS
- Єдина автоматизована система зв'язку

## Компоненти
Всі телекомунікаційні мережі складаються з п'яти основних компонентів, які присутні в кожному мережевому середовищі, незалежно від типу чи використання. Ці основні компоненти включають в себе:
- термінали — є вихідними і кінцевими пунктами у будь-якому середовищі телекомунікаційної мережі. Будь-який вхід або вихід пристрою, який використовуються для передачі або прийому даних може бути класифікований як термінал компонента;
- телекомунікаційні процесори підтримують передачу і прийом даних між терміналами та комп'ютерами, шляхом надання різних функцій керування та допоміжних функцій (наприклад, перетворення даних з цифрового в аналоговий і навпаки);
- телекомунікаційні канали — шлях, по якому дані передаються і приймаються. Телекомунікаційні канали створюються за допомогою різних фізичних носіїв, з яких найпопулярнішими є мідні дроти і коаксіальний кабель (СКС). Волоконно-оптичні кабелі все частіше використовуються для більш швидкого і надійного зв'язку, як для бізнесу, так і домашніх потреб;
- комп'ютери;
- програмне забезпечення керування телекомунікаціями присутнє на всіх комп'ютерах мережі і відповідає за контроль мережевої активності та функціональності..

Спочатку мережі були побудовані без комп'ютерів, але наприкінці XX-го століття їх комутаційні центри було комп'ютеризовано або в цілому мережі замінено комп'ютерними.

## Структура мережі
Загалом, кожна телекомунікаційна мережа концептуально складається з трьох частин, або площин (різного рівня, тому що вони можуть розглядатися, і часто є, частиною більш складної мережі):
- В площині керування здійснюється передача керуючої інформації (також відомої як сигналізація).
- Площина даних або площина користувача або площина пред'явника несе трафік користувачів мережі.
- Керування трафіком здійснюєтся в площині операцій .

## Приклад:TCP/IPмережа передавання даних
Мережа передачі даних широко використовується у всьому світі для підключення приватних осіб і організацій. Дані мережі можуть бути під'єднані, щоб дозволити користувачам прямий доступ до ресурсів, розміщених за межами конкретного постачальника, до якого вони під'єднані. Інтернет є найкращим прикладом того, як багато мереж передачі даних від різних організацій діють в рамках одного адресного простору.
Терміналам, які під'єднані до мережі по протоколу TCP/IP надаються IP-адреси. Існують різні типи IP-адреси, але найпоширенішою є версія IP 4. Кожна унікальна адреса складається з 4 цілих чисел від 0 до 255, як правило, розділених крапками, коли записано, наприклад, 82.131.34.56.
TCP/IP є основними протоколами, які забезпечують управління і маршрутизацію повідомлень через мережі передачі даних. Є багато різних структур мережі TCP/IP, які можна використовувати і ефективно направляти повідомлення, наприклад:
- глобальна мережа (WAN)
- міська мережа (MAN)
- локальна мережа (LAN)
- кампус мережа (Campus Area Network)
- віртуальні приватні мережі (VPN)

Є три особливості, які відрізняють MANs і локальної мережі або глобальні мережі:
1. Розмір мережі лежить між LAN і WAN. MAN має фізичний простір між 5 і 50 км в діаметрі.
2. MAN, як правило, не належать до однієї організації. Обладнання, яке з'єднує мережу, зв'язок, і сама MAN часто належать асоціації або мережі провайдера.
3. MAN є засобом для спільного використання ресурсів на високій швидкості всередині мережі. Він часто забезпечує зв'язок з WAN, мережі для доступу до ресурсів поза сферою MAN

## Локальна мережа
Локальна мережа (Local Area Network — LAN) — це комунікаційна система даних, яка розміщена в просторово обмеженій області, має визначену групу користувачів, визначену топологію і не є публічною комутованою телекомунікаційною мережею, однак може бути сполучена з нею.
Локальна мережа — це комп'ютерна мережа, територіально обмежена до невеликого обшару розташування комп'ютерів (звичайно максимальна відстань між ними не перевищує декілька тисяч метрів). Однак локальні мережі не є простими у своїй будові, вони можуть об'єднувати сотні комп'ютерів і використовуватися тисячами людей. Мережеві технології LAN оперують із швидкостями від 10 Мб/с до декількох Гб/с. Опрацювання різних стандартів (протоколів) для мережевої взаємодії і для середовищ передавання даних створило можливості для поширення LAN у всьому світі, зокрема, для цілей бізнесу та освіти. LAN дозволяє користувачам спільний доступ до інформаційних та комп'ютерних ресурсів: засобів зберігання даних, програмного забезпечення, процесорів, периферійного обладнання, наприклад, до принтерів, плоттерів.
Типова локальна мережа утворена комп'ютерами, картами мережевого інтерфейсу (Network Interface Card — NIC), які містяться всередині комп'ютерів, під'єднаних до мережі, кабельними системами і мережевим обладнанням, які сполучають ці комп'ютери, програмним забезпеченням протоколів (protocol software), яке здійснює переміщення даних від комп'ютера до комп'ютера, програмним інтерфейсом користувача (user interface software), яке дозволяє користувачу доступ до мережі, мережевою операційною системою (network operating system), яка надає послуги, необхідні користувачу для доступу до наявних ресурсів, програмним забезпеченням для управління мережею та програмним забезпеченням мережевих застосувань.
Об'єднання двох або більшої кількості локальних комп'ютерних комунікаційних мереж в англомовній літературі часто називають інтернетом (internet — з малої літери!).
Спільні характеристики локальних мереж:
- максимальна відстань між вузлами не більше декількох кілометрів;
- типова швидкість пересилання даних до Гбіт/с;
- звичайно є власністю організацій.

Приклади поширених стандартів локальних мереж:
- Ethernet: стандарт IEEE 802.3;
- Token Bus: стандарт IEEE 802.4;
- Token Ring: стандарт IEEE 802.5;
- FDDI: стандарт ANSI X3T9.5.

Основні завдання локальних комп'ютерних мереж полягають у наступному.
Спільне використання ресурсів. Метою побудови мережі є створення кожному її користувачу можливості доступу до програмного забезпечення, інформаційних ресурсів та інших засобів мережі незалежно від місця фізичного розташування цих засобів і користувача, тобто спроба перебороти так звану «тиранію географії». Багато застосувань мережі сконцентровані на можливостях використання централізованих інформаційних засобів і баз даних. Як приклад можна навести банківські системи, системи резервування квитків на транспорті, медичні та технічні діагностичні системи, системи дистанційного навчання тощо.
Підвищення надійності. Другою метою побудови мережі є досягнення високої надійності роботи систем, які опираються на комп'ютерні ресурси, внаслідок можливості використання альтернативних інформаційно-обчислювальних засобів. Аварія одного комп'ютера в мережі не приводить до серйозних проблем, оскільки існує можливість отримання необхідних послуг від інших комп'ютерів, увімкнених в мережу.
Економія коштів. Наступною метою побудови мережі є прагнення отримати необхідні інформаційні або обчислювальні послуги, витрачаючи на це менші кошти. Менші комп'ютери мають значно краще співвідношення між вартістю і параметрами, ніж один великий комп'ютер. Це привело до економічної доцільності побудови інформаційно-обчислювальних систем, які складаються з великої кількості достатньо потужних персональних комп'ютерів або робочих станцій, по одному на користувача, і отримують інформаційні або обчислювальні послуги від значно меншої кількості розподілених і спільно використовуваних серверів. Дуже суттєвим джерелом економії коштів є те, що у випадку застосування великої кількості малих комп'ютерів програмне забезпечення тиражується у великих масштабах, а це суттєво зменшує його ціну із розрахунку на одного користувача.
Використання комунікаційного середовища. Комп'ютерна мережа забезпечує існування потужного комунікаційного середовища, доступного для всіх користувачів. Це дозволяє, зокрема, організувати діяльність робочих груп, учасники яких можуть бути територіально розташовані довільно, але можуть спільно працювати над тими самими документами. При цьому будь-яка зміна, здійснена в документі одним з учасників групи, практично негайно стає доступною іншим учасникам цієї групи. Існують можливості для проведення телеконференцій, у тому числі з використанням відео, адресного пересилання інформації за допомогою електронної пошти, організації електронних дощок оголошень, новин за інтересами, групових дискусій та інших можливостей оперативної комунікації між людьми, незалежно від відстані, яка їх розділяє. Необхідно, однак, відзначити економічну доцільність концентрації трафіку на відносно невеликих територіях, тобто у відносно малій системі високошвидкісних комунікаційних сполучень.
Віддалені обчислювальні послуги. Комп'ютерна мережа дозволяє виконувати задачі, пов'язані з виконанням складних обчислень, на віддалених потужних обчислювальних системах (наприклад, суперкомп'ютерах або розподілених обчислювальних системах) з можливістю постановки задачі та отримання результатів на робочій станції або персональному комп'ютері користувача у зручній для нього, як правило, графічній формі. Хоч великі процесори значно швидші від найпотужніших мікропроцесорів (щонайменше в 10 разів), однак їх вартість у тисячі разів перевищує вартість мікропроцесорів, тому проєктанти розподілених обчислювальних систем об'єднують багато мікропроцесорів між собою, щоб замінити ними великий процесор і тим самим зменшити кошти. Додатковою перевагою розподілених обчислювальних систем є значно вища надійність, бо аварія декількох мікропроцесорів у великій розподіленій обчислювальній системі тільки незначно впливає на її продуктивність, не позбавляючи при цьому жодного з користувачів доступу до обчислювальних послуг. Крім того, існує можливість адаптації продуктивності розподіленої обчислювальної системи до складності задачі через динамічне регулювання кількості процесорів, застосованих для вирішення даної задачі.

## Глобальна та метропольна мережі
Глобальна мережа (Wide Area Network ~ WAN) — це фізична або логічна мережа, яка забезпечує комунікацію для даних для великої кількості незалежних користувачів, які звичайно обслуговуються локальними мережами, і охоплює більший географічний простір від метропольної мережі. Глобальні мережі можуть включати фізичні мережі, такі як ISDN, мережі X.25 і мережі Е1.
Метропольна мережа (Metropolitan Area Network ~ MAN) — це комунікаційна мережа даних, яка охоплює область, більшу від локальної мережі кампусу, але меншу від глобальної мережі, взаємосполучує дві або більше локальних мереж і звичайно охоплює цілий простір міста включно з передмістями.
Глобальна мережа утворена шляхом сполучення багатьох локальних мереж, які територіально розміщені у різних місцях, і охоплює велику географічну площу. WAN не накладає обмежень на відстань між кінцевими користувачами мережі. Мережеві технології WAN забезпечують менші швидкості, ніж технології LAN і мають значно більші часові затримки від мереж, які оперують на коротших відстанях. Тепер[коли?] типові швидкості WAN знаходяться в межах від 64 кбіт/с до 9.953 Гбіт/с, а час затримки — у межах від декількох мілісекунд до декількох десятків секунд. WAN використовує загальнодоступні лінії та мережі зв'язку, зокрема, послуговується публічною комунікаційною мережею як магістраллю для взаємоз'єднання всіх локальних мереж організацій включно із супутниковими системами зв'язку. WAN дозволяє спільне використання файлів та інших інформаційних ресурсів географічно роззосередженим робочим групам (однак за вищий кошт і з меншою швидкістю, ніж в LAN або в MAN).
Найбільша всесвітня система взаємосполучених комп'ютерних мереж відома під назвою Інтернет (Internet — з великої літери!). Сьогодні Інтернет є інформаційною супермагістраллю, утвореною багатьма тисячами локальних, міжрегіональних та глобальних мереж, які використовують набір протоколів ТСР/IP для сполучень між десятками мільйонів комп'ютерів у всьому світі. Інтернет — це приватна корпоративна мережа, в якій використовуються Інтернет-продукти і технології. Технічні стандарти Internet визначає міжнародний комітет, знаний як Група архітектури Інтернет (Internet Architecture Board — IAB), та Група техніки Інтернет (Internet Engineering Task Force — IETF). Основними інформаційними технологіями, доступними в Інтернет, є електронна пошта (Email), передавання файлів (File Transfer) між віддаленими комп'ютерами, дистанційний доступ (Remote Access) до обчислювальних та інформаційних ресурсів (наприклад, до баз даних) і Всесвітня Павутина (Wordl Wide Web — WWW). Технологія WWW, яка з'явилася наприкінці 80-х років, дозволяє поєднувати в одному документі гіпертекст, графіку, звук і відео.
Існують також інші корпоративні комп'ютерні мережі, переважно в сфері бізнесу, які використовують технології Інтернет, можуть обмінюватися повідомленнями з комп'ютерами в Internet, але не можуть без обмежень з'єднуватися для надавання та отримання таких послуг, як, наприклад, передавання файлів та дистанційне входження в систему. Такі мережі, відомі під назвою Інтранет (Intranet), разом з Інтернет можна вважати частинами ще більшої мережі, яку часом називають Матрицею (Matrix).
Муніципальна мережа охоплює територію міста і працює з швидкісними мережевими технологіями (звичайно це сотні Мбіт/с). MAN загалом більша від LAN, але менша від WAN.
Спільні характеристики глобальних мереж:
- охоплюють великий географічний регіон;
- швидкість пересилання та якість нижчі від локальних мереж;
- мережа може бути побудована з використанням публічних комутованих телефонних мереж (Public Switched Telephone Network — PSTN) або виділених каналів у вигляді публічної мережі даних (Public Data Network — PDN);
- для досягнення вузла призначення дані можуть використовувати окремі безпосередні канали або проходити через проміжні вузли;
- користувачі WAN оплачують послуги глобальних сполучень, оскільки комунікаційні канали належать телефонним компаніям або комерційним мережам зв'язку.

Приклади поширених WAN:
- SNA, DNA;
- X.25;
- Frame Relay;
- ATM.

## Мережа типу «пункт-пункт»
У більшості мереж підмережа складається з двох компонентів: передавальних ліній та комутаційних елементів. Передавальні лінії (вживаються також терміни: кола ~ circuits або канали ~ channels) призначені для транспортування бітів між комп'ютерами. Комутаційні елементи вживаються для сполучення двох або більше передавальних ліній і звичайно є спеціалізованими комп'ютерами. Замість терміну комутаційний елемент вживають також терміни вузол комутації пакетів (packet switch node) або комутаційний вузол.
Комунікаційна підмережа може бути віднесена до одного з двох типів:
- з каналами типу пункт-пункт (point-to-point);
- з широкомовними каналами (broadcast).

В підмережах типу «пункт-пункт» кожна передавальна лінія увімкнена між двома комутаційними елементами. Коли повідомлення або пакет висилається від одного комутаційного елемента до іншого через один або більше проміжних комутаційних вузлів, то цей пакет запам'ятовується після приймання на час, доки звільниться потрібна вихідна лінія, і тоді висилається далі. Тому такі підмережі називають також підмережами з буферизацією (store-and-forward) або підмережами з комутацією пакетів. Більшість підмереж WAN належить до цього типу.
У підмережах типу «пункт-пункт», крім комутації пакетів, може використовуватися комутація кіл (каналів). Це типове для підмереж WAN, які використовують традиційну телефонну мережу. Коли ініціюється сесія з даною швидкістю передавання, то створюється фізичне з'єднання між джерелом повідомлення і його призначенням. Швидкість передавання даних не може перевищувати повної інформаційної ємності утвореного каналу зв'язку. Протиріччя між вимогами передавання даних і передавання голосу через телефонну мережу полягає в тому, що сесія в телефонній мережі створюється завжди для однакової швидкості передавання даних, зумовленої шириною спектру голосу, прийнятою в телефонії, тоді як для передавання даних потрібні швидкості можуть змінюватися в дуже широких межах. Наслідком цього є факт, що інформаційна ємність каналу при використанні технології комутації кіл використовується дуже неефективно.
Важливим поняттям для мереж «пункт-пункт» є топологія мережі.
Топологія мережі — це особливе фізичне, тобто реальне, або логічне, тобто віртуальне, розташування елементів мережі — вузлів та зв'язків між ними. Дві мережі мають однакову топологію, якщо конфігурація зв'язків однакова, тобто ці мережі мають однакову кількість вузлів та ідентичні зв'язки між вузлами. Мережі з ідентичною топологією можуть мати відмінності у фізичних з'єднаннях, відстанях між вузлами, швидкостями передавання, типами сигналів.
Топологія мережі описується неорієнтованим графом, вершини якого відповідають вузлам мережі, а ребра — лініям (каналам) зв'язку.
Топологія повного з'єднання (а) — це мережева топологія, в якій існує прямий шлях (гілка) між будь-якими двома вузлами, тобто граф мережі є повним. У такому графі з n вузлами існує n(n-1)/2 гілок. Повне з'єднання можна розглядати як частковий випадок сіткової топології.
Топологія сітки (б) — це мережева топологія, в якій існують щонайменше два вузли з двома або більше шляхами між ними.
Кільцева топологія (в) — це мережева топологія, в якій кожен вузол має точно два зв'язки з іншими вузлами.
Топологія дерева (г) — ця мережева топологія, яка описується графом без контурів (петель). У мережі з топологією дерева існує один виділений вузол, який є коренем дерева.
Зіркова топологія (д) — мережева топологія, яка є частковим випадком топології дерева, а саме — дворівневим деревом. Центральний вузол відповідає кореню дерева.
Лінійна (ланцюгова) топологія (е) — це топологія, у якій кожен вузол з'єднаний з попереднім та наступним відносно себе. Частковий випадок топології дерева. Виникає з кільцевої топології при видаленні однієї гілки.
Змішана (гібридна) топологія — це поєднання двох або більшої кількості мережевих топологій. Можна навести приклади, коли дві об'єднані основні мережеві топології не змінюють характеру топології мережі і тому створюють гібридної мережі. Наприклад, сполучення мереж з топологією дерева дає мережу з такою ж топологією. Тому гібридна топологія мережі виникає тільки тоді, коли сполучені дві мережі з основними топологіями дають у результаті мережу, топологія якої не відповідає жодному з означень основних топологій. Наприклад, дві мережі із зірковою топологією при об'єднанні утворюють мережу з гібридною топологією. Гібридна топологія мережі виникає також при сполученні мереж із різними видами топологій.

## Широкомовна мережа
Широкомовна мережа уникає складних процедур маршрутизації (раутінгу), властивих комутованим мережам, приймаючи, що передавання кожного вузла може бути прийняте всіма іншими вузлами в мережі. Іншими словами, широкомовна мережа має тільки один комунікаційний канал. Наприклад, кабельні локальні комп'ютерні мережі є широкомовними мережами, де кожен користувач сполучений з будь-яким іншим і мережа має топологію шини, зірки або кільця. Безпровідні локальні мережі використовують радіо- або оптичні хвилі. Багато сателітарних радіосистем також є широкомовними, оскільки наземна станція в системі може приймати всі повідомлення, які ретранслює сателіт.
В мережах з широкомовними каналами застосовують принцип розсіювання повідомлень. Тут існує тільки один комунікаційний канал, який спільно використовується всіма вузлами. Широкомовні мережі, щиро кажучи, не можна охарактеризувати з топологічної точки зору, бо вони не описуються графами. Широкомовна мережа, яка використовує радіоканали, в загальному випадку не має адекватного графічного зображення.
Неодмінною рисою широкомовних систем є те, що повідомлення, вислане будь-яким вузлом, досягає всіх інших вузлів. Тому повідомлення обов'язково мусить містити інформацію про те, кому воно адресоване. Пакети, вислані одним комп'ютером, приймаються усіма іншими, однак перед його опрацюванням кожен комп'ютер перевіряє адресне поле пакету. Якщо пакет не призначений цьому комп'ютеру, він ігнорується. Широкомовні системи мають можливість адресування пакетів до багатьох або всіх можливих призначень шляхом використання спеціального коду в адресному полі пакету. Повідомлення, отримане станцією, для якої воно не призначене, ігнорується цією станцією. Широкомовні мережі з топологією шини (а), кільця (б); сателітарна або радіомережа (в).
В підмережах з широкомовними каналами обов'язково існує механізм надання станції доступу до каналу. Це означає, що в даний інтервал часу тільки одна станція може передавати повідомлення, а всі інші станції повинні очікувати. Такі підмережі також мусять мати механізм розв'язування конфліктів, які виникають при спробі одночасного передавання повідомлень двома або більшою кількістю станцій. Широкомовні підмережі характерні переважно для LAN.
В залежності від способу надання доступу до спільного каналу підмережі із широкомовними каналами можна поділити на статичні та динамічні.
Типовим методом статичного механізму доступу є використання принципу циклічного обслуговування (round-robin), коли в черзі постійної довжини першим обслуговується перший в черзі, а після обслуговування поміщається у кінець черги, і т. д. Найчастіше при цьому застосовують часове мультиплексування, при якому кожен вузол може передавати тільки у виділений для нього інтервал часу. При статичному доступі існує проблема невикористання пропускної здатності каналу, коли вузол не має нічого для передавання у виділений час, тоді як інший вузол або вузли не встигають передати свій обсяг інформації.
Методи динамічного управління доступом можуть бути централізовані або децентралізовані. При централізовавному методі доступу існує виділений вузол, який надає дозвіл на передавання іншим станціям. Децентралізований метод не передбачає існування виділеного центрального вузла, а кожен вузол (станція) самостійно вирішує, чи передавати. Існують спеціальні алгоритми, які запобігають виникненню хаосу в децентралізованих системах.